# درالوند
درالوند در شهرستان ازنا، بخش مرکزی، دهستان سیلاخور شرقی، ۱ کیلومتری شرق روستای طیان واقع شده و این اثر در تاریخ ۲۸ اسفند ۱۳۸۵ با شمارهٔ ثبت ۱۸۲۷۱ به‌عنوان یکی از آثار ملی ایران به ثبت رسیده است.